# Dimitrios Ipsilantis

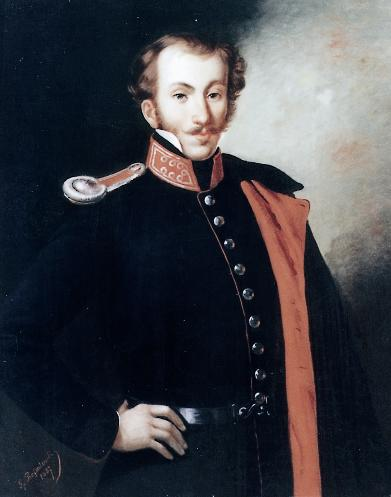
Dimitrios Ypsilantis

Demetrios Ypsilantis (también deletreado usando Dimitrios, Demetrius y/o Ypsilanti; en griego: Δημήτριος Υψηλάντης; en rumano: Dumitru Ipsilanti; 1793 – 16 de agosto de 1832) fue un dragomán del Imperio otomano, ejerciendo como oficial en el Ejército Imperial ruso en Moldavia y fue nombrado primer Mariscal de Campo de la Grecia moderna por Ioannis Kapodistrias, un héroe de la Guerra de Independencia griega. Ipsilantis era el hermano de Alexander Ypsilantis, líder de la Filikí Etería.

## Primeros años
Miembro de una importante familia fanariota, fue el segundo hijo del príncipe Constantine Ypsilantis de Moldavia. Fue enviado a Francia donde fue educado en una escuela militar francesa.

## Unión de Moldavia y Valaquia
Se distinguió como un oficial ruso en la campaña de 1814. En 1821 hubo una rebelión griega, siendo él el dirigente de esta, en Moldavia, que indirectamente benefició los principadados de Moldavia y de Valaquia.

## Guerra de Independencia Griega

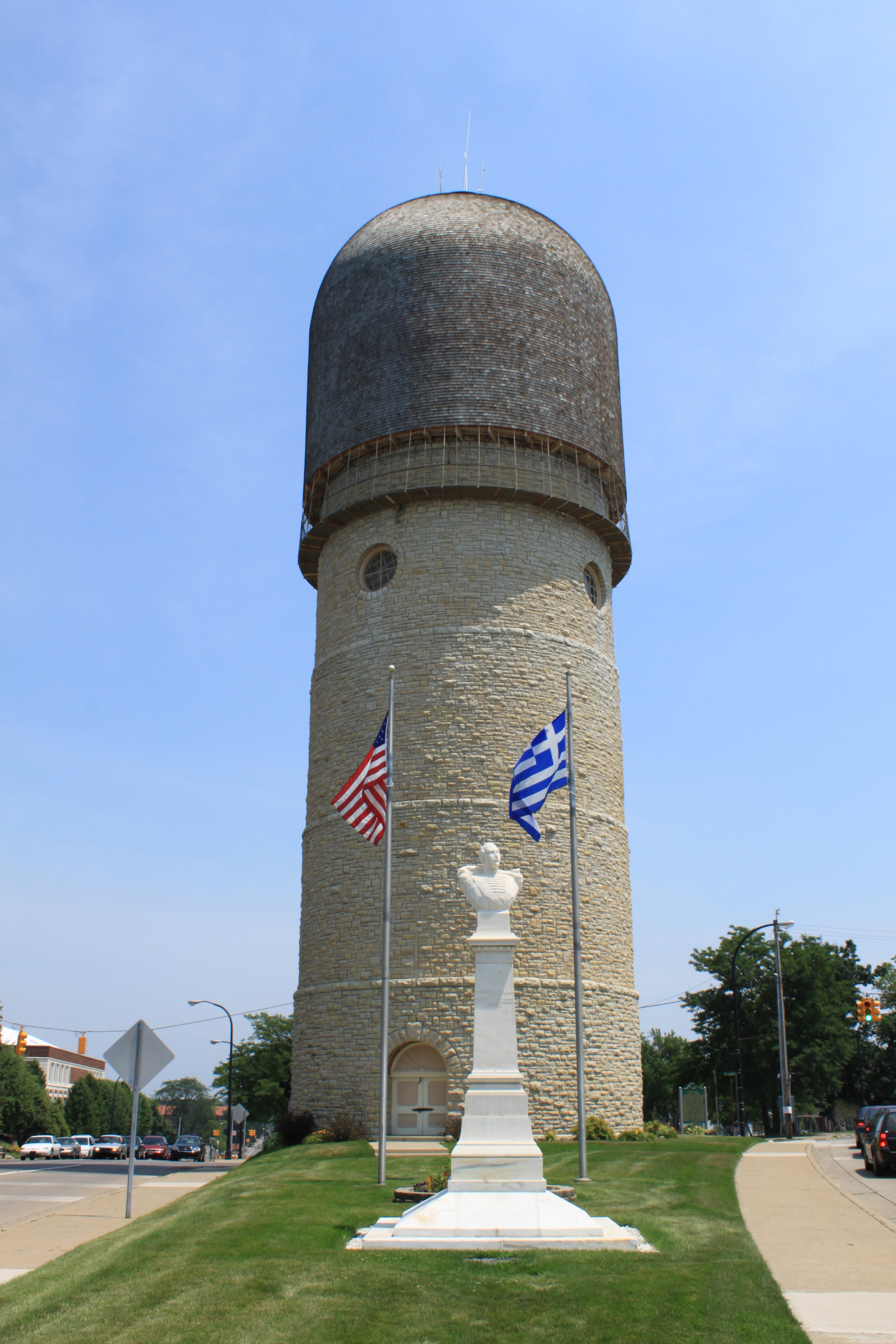
Busto de Dimitrios Ypsilantis en frente de la Torre de Agua Ipsilanti en Ypsilanti, Míchigan, Estados Unidos.

En 1821 viajó a Morea, donde estalló la Guerra de Independencia griega. Sea uno de los líderes fanariotas más sobresalientes durante las etapas iniciales de la rebelión, a pasar de que fue muy obstucalizada por los jefes locales y por el elemento de civil encabezada por el príncipe Alexander Mavrocordatos; como consecuencia la organización de un ejército regular estuvo retrasada y las operaciones fueron limitadas.
El 15 de enero de 1822,  fue elegido presidente de la asamblea legislativa. Sin embargo, debido al fracaso de su campaña en el centro de Grecia, y su fracaso de obtener una posición privilegiada en la Convención Nacional de Astros,  fue obligado a retirarse en 1823.[4]
En 1828, fue nombrado por Ioannis Kapodistria comandante de las tropas en Grecia oriental. El 25 de septiembre de 1829, forzó exitosamente al comandante turco Aslan Bey a capitular en el Pase de Petra, poniendo fin a las operaciones activas de la guerra.[4]

## Romance
Se hizo conocida su relación amorosa con Manto Mavrogenous quién fue una heroína griega en la Guerra de Independencia griega.

## Muerte

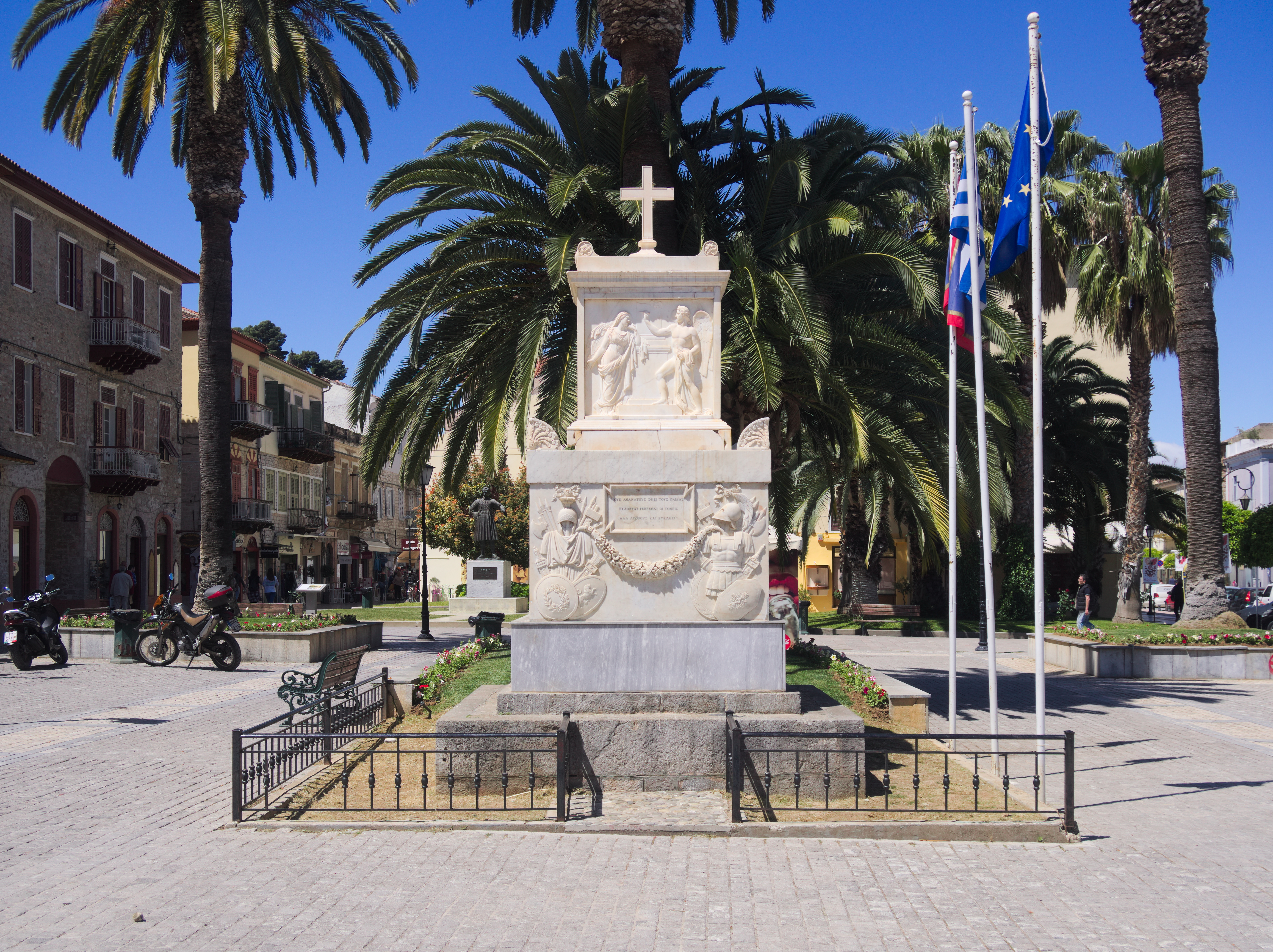
Monumento funerario de Dimitrios Ipsilantis en Nafplion.

Falleció en Nafplion el 16 de agosto de 1832.

## Legado
- La ciudad de Ypsilanti, Míchigan, Estados Unidos, fue fundada en 1825, durante el conflicto griego por la independencia, siendo nombrada después en su honor.[4] Un busto de Demetrios Ypsilanti instalado entre banderas estadounidenses y griegas en la base de la conocida Torre de Agua Ypsilanti.
- Ypsilanti, Dakota del Norte fue nombrada por un habitante de Ypsilanti, Míchigan, y por lo tanto, también, indirectamente, en honor postúmo a Demetrios Ypsilanti.
- Ypsilanti en el Condado de Talbot, Georgia, fue una vez un importante centro de cultivo de algodón pero “es ahora (2010) más que un cruce de un informado de cinco residencias."